# 클립 아트

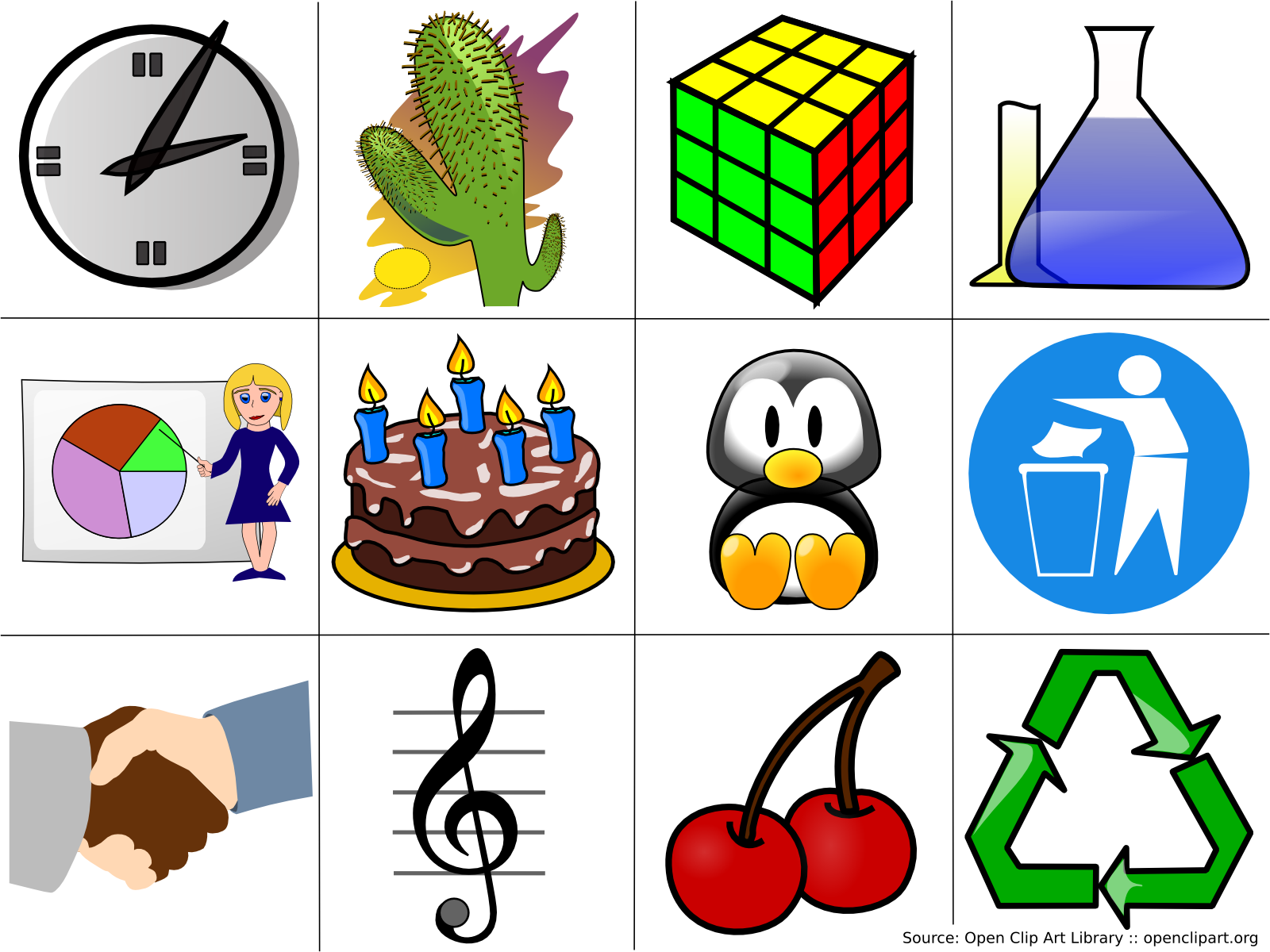
컴퓨터 클립 아트의 예. (그림: 오픈 클립 아트 라이브러리)

클립 아트(clip art, 문화어: 오림삽화철)는 그래픽 아트 분야에서 어떠한 매개체를 그리는 데 쓰이는 미리 만들어진 그림들을 가리킨다. 오늘날 클립 아트는 가정에서 인쇄하는 초청 카드에서부터 상용 촛불에 이르기까지 개인 프로젝트와 상용 프로젝트에 둘 다 쓰인다. 클립 아트는 수많은 형태를 지니며 전자 형태일 수도 있고 인쇄물 형태일 수도 있다. 그러나 오늘날 대부분의 클립 아트는 전자 형태로 만들어 배포되어 쓰인다. 클립 아트는 일반적으로 손으로 직접 그려 만들거나 컴퓨터 소프트웨어를 이용하여 만들며 재고 사진을 담지는 않는다.

## 같이 보기
- 오픈 클립 아트 라이브러리